# Julien Offray de La Mettrie

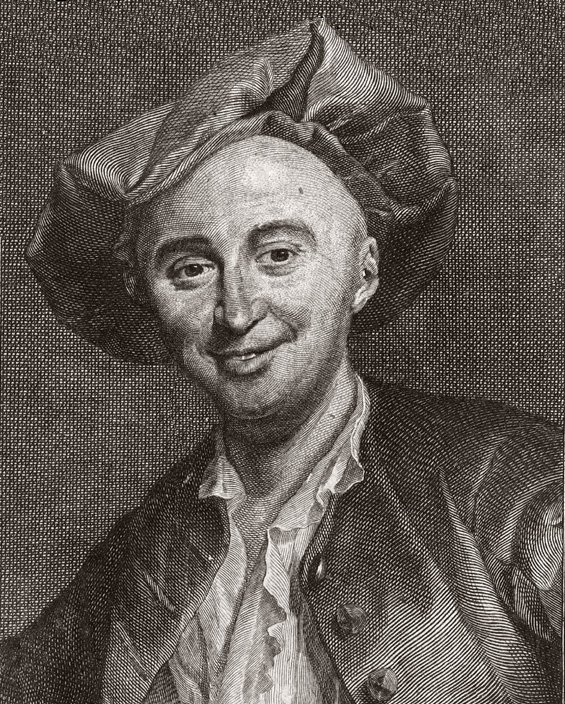
Julien Offray de La Mettrie

Julien Offray de La Mettrie (25 december 1709 - 11 november 1751) was een Franse arts en filosoof. Hij was een sterk materialistische verlichtingsfilosoof. Zijn belangrijkste stelling was dat de mens niet wezenlijk van een machine verschilt en dat al ons denken en voelen tot eigenschappen van materie zijn te herleiden.

## Leven en werk
La Mettrie werd geboren in de Franse havenstad Saint-Malo in Bretagne. Na een korte studie theologie besloot hij medicijnen te gaan studeren. In 1733 kwam hij naar Leiden om zich bij Boerhaave in de geneeskunde te verdiepen. Hij was onder de indruk van de empirische benadering van Boerhaave, die op gespannen voet stond met de rationalistische wetenschap waarin men het theoretisch redeneren belangrijker vond dan het onderzoeken van de patiënten. La Mettrie leidde een rusteloos en zwervend bestaan. Hij was enige tijd dokter in zijn geboortestreek Bretagne, daarna lijfarts van de hertog van Grammont in Parijs. In 1744 maakte hij als regimentsarts de belegering van Freiburg mee. Daar werd hij zelf ziek. Hij kreeg hevige koortsaanvallen met hallucinaties, een ervaring die hem ervan overtuigde dat wat zich in de geest afspeelt vergaand door het lichaam wordt veroorzaakt. Het jaar daarop publiceerde hij anoniem L'Histoire naturelle de l'ame (de natuurlijke geschiedenis van de ziel). Al snel kwam uit dat La Mettrie de auteur van het werk was. Het Franse parlement (dat is de Rechtbank) verbood de verhandeling en de politie nam een groot deel van de oplage in beslag. De Franse polemiek en satire dwongen La Mettrie om uit te wijken naar Leiden, waar een veel vrijer intellectueel klimaat heerste. Daar schreef hij in 1747 zijn beroemdste werk L'Homme machine (de mens een machine). Dit boek zorgde ook voor veel ophef, zodat hij ook Holland spoorslags moest verlaten, waarna hij aan het Pruisische hof van Frederik de Grote werd uitgenodigd. Hij werkte er als arts en schreef filosofische stukken. In 1748 publiceerde La Mettrie er Discours sur le bonheur. 
Tevergeefs probeerde hij op voorspraak van Voltaire (destijds ook werkzaam aan het Pruisische hof) terug te keren naar Frankrijk. In 1751 stierf La Mettrie na een ziekte die werd toegeschreven aan een overvloedige maaltijd met fazanten- en truffelpaté. Net zo goed kan de doodsoorzaak liggen in de acht aderlatingen die hij zich liet toedienen om te genezen. Na zijn dood verschenen zijn verzamelde filosofische werken (Oeuvres philosophiques) in verschillende edities bij drukkerijen in Londen, Berlijn en Amsterdam.

## Materialisme
La Mettrie, die ook bij Boerhaave in de leer is geweest, beschouwde de studie van de geest eerder een onderwerp voor medici dan voor theologen. Alleen waarneming en observatie mogen ons daarbij leiden. Er bestaat volgens hem geen hogere ziel dan de geest die in de hersenen en het zenuwstelsel is gelokaliseerd. De ziel is daardoor ook niet van de materie te onderscheiden. Maar de materie is op haar beurt weer met gevoel begiftigd en een bewegende kracht.
La Mettrie bestreed niet alleen het bestaan van de eeuwigheid en onsterfelijke ziel, maar ook de zin van de religie. Hoewel het bestaan van een opperwezen theoretisch gezien niet valt uit te sluiten, is het praktisch nut van het geloof in god en dus religie gering.  De gelovige is niet per se een beter of eerlijker mens, evenmin als de atheïst per se een slechter mens is. De zin van het menselijk bestaan moet vooral in het menselijk bestaan zelf worden gezocht.
Het werk van La Mettrie kende tijdens en na zijn leven zowel felle tegenstanders als enthousiaste volgelingen. Na zijn dood schreef de Franse filosoof Diderot: "La Mettrie, liederlijk, onbeschaamd, komiek en vleier, was geknipt voor het hofleven en voor de gunst van de voorname lieden. Hij stierf zoals hij moest sterven, slachtoffer van eigen onmatigheid en idiotie. Hij doodde zichzelf door de onkunde van wat hij beleed." De stelling dat de mens niet meer was dan een machine bleek voor velen een steen des aanstoots.
Tegelijkertijd paste zijn werk goed bij de verlichte periode waarin het geschreven werd. Het was een modern geluid dat bij een aantal filosofen goed viel. Dat juist in deze tijd vernuftig geconstrueerde robotachtige poppen werden gedemonstreerd in de salons was geen toeval. Veel later werden onder anderen door Noam Chomsky La Mettries denkbeelden en zijn betekenis voor de empirisch-wetenschappelijke bestudering van de menselijke geest erkend.

## Werken in Nederlandse vertaling
- Het geluk. (Discours sur le bonheur). Vert. Jabik Veenbaas. Uitgeverij Wereldbibliotheek. 2016.
- De mens een machine. (L'Homme-machine). Vert. Hans W. Bakx. 1978. ISBN 9789060092569
- De mens een plant. (L'Homme-plante) Vert. Arnold Schalks. Uitgeverij Primaverapers, Leiden. 2021. ISBN 9789059973497

## Verdere literatuur
- Bem, S. (1985) Het 'bewustzijn te lijf, een geschiedenis van de psychologie. Amsterdam: Boom.
- Doorman, M. en W. Visser (1995) Denkers in de ring, filosofische polemiek uit 25 eeuwen. Amsterdam: Ooievaar.
- Veenbaas, Jabik - (2013) De verlichting als kraamkamer. Amsterdam: Nieuw Amsterdam Uitgevers